# Agathidium atrum
Agathidium atrum es una especie de escarabajo del género Agathidium, tribu Agathidiini, familia Leiodidae. Fue descrita científicamente por Paykull en 1798.
Se distribuye por Finlandia, Suecia, Alemania, Noruega, Reino Unido de Gran Bretaña e Irlanda del Norte, Dinamarca, Países Bajos, Austria, Estonia, Polonia, Rusia, Francia, Luxemburgo, Bélgica, Italia y Rumania. La especie se mantiene activa durante todos los meses del año.